# توكستلا غوتيريز
توستلا غوتييرز (بالإسبانية: Tuxtla Gutiérrez) هي عاصمة وأكبر مدينة في ولاية تشياباس المكسيكية. فهو يعتبر أن تكون مدينة للدولة الأكثر تطورا وأهمية ومركز المالية للدولة. فقد كان دائما يعتبر منطقة إستراتيجية في الدولة. على عكس العديد من المجالات الأخرى تشياباس، توكستلا ليس جذب سياحي، ولكن محور النقل للسياح القادمين إلى الدولة، مع مطار رئيسي ومحطة الحافلات.

## المناخ
يظهر الجدول التالي التغييرات المناخية على مدار السنة لتوكستلا غوتيريز:
| البيانات المناخية لـتوكستلا غوتيريز     | البيانات المناخية لـتوكستلا غوتيريز | البيانات المناخية لـتوكستلا غوتيريز | البيانات المناخية لـتوكستلا غوتيريز | البيانات المناخية لـتوكستلا غوتيريز | البيانات المناخية لـتوكستلا غوتيريز | البيانات المناخية لـتوكستلا غوتيريز | البيانات المناخية لـتوكستلا غوتيريز | البيانات المناخية لـتوكستلا غوتيريز | البيانات المناخية لـتوكستلا غوتيريز | البيانات المناخية لـتوكستلا غوتيريز | البيانات المناخية لـتوكستلا غوتيريز | البيانات المناخية لـتوكستلا غوتيريز | البيانات المناخية لـتوكستلا غوتيريز |
| الشهر                                   | يناير                               | فبراير                              | مارس                                | أبريل                               | مايو                                | يونيو                               | يوليو                               | أغسطس                               | سبتمبر                              | أكتوبر                              | نوفمبر                              | ديسمبر                              | المعدل السنوي                       |
| --------------------------------------- | ----------------------------------- | ----------------------------------- | ----------------------------------- | ----------------------------------- | ----------------------------------- | ----------------------------------- | ----------------------------------- | ----------------------------------- | ----------------------------------- | ----------------------------------- | ----------------------------------- | ----------------------------------- | ----------------------------------- |
| الدرجة القصوى °م (°ف)                   | 37.6 (99.7)                         | 40.1 (104.2)                        | 42.0 (107.6)                        | 42.0 (107.6)                        | 41.7 (107.1)                        | 41.2 (106.2)                        | 36.6 (97.9)                         | 36.5 (97.7)                         | 39.0 (102.2)                        | 37.5 (99.5)                         | 38.8 (101.8)                        | 36.6 (97.9)                         | 42.0 (107.6)                        |
| متوسط درجة الحرارة الكبرى °م (°ف)       | 29.8 (85.6)                         | 31.5 (88.7)                         | 33.9 (93.0)                         | 35.6 (96.1)                         | 35.4 (95.7)                         | 32.8 (91.0)                         | 32.0 (89.6)                         | 32.1 (89.8)                         | 31.3 (88.3)                         | 30.7 (87.3)                         | 30.4 (86.7)                         | 29.7 (85.5)                         | 32.1 (89.8)                         |
| المتوسط اليومي °م (°ف)                  | 23.0 (73.4)                         | 24.3 (75.7)                         | 26.1 (79.0)                         | 28.2 (82.8)                         | 28.7 (83.7)                         | 27.2 (81.0)                         | 26.4 (79.5)                         | 26.5 (79.7)                         | 26.1 (79.0)                         | 25.5 (77.9)                         | 24.4 (75.9)                         | 23.3 (73.9)                         | 25.8 (78.4)                         |
| متوسط درجة الحرارة الصغرى °م (°ف)       | 16.2 (61.2)                         | 17.0 (62.6)                         | 18.4 (65.1)                         | 20.7 (69.3)                         | 21.9 (71.4)                         | 21.5 (70.7)                         | 20.9 (69.6)                         | 20.9 (69.6)                         | 20.9 (69.6)                         | 20.2 (68.4)                         | 18.5 (65.3)                         | 16.9 (62.4)                         | 19.5 (67.1)                         |
| أدنى درجة حرارة °م (°ف)                 | 7.1 (44.8)                          | 9.8 (49.6)                          | 9.9 (49.8)                          | 11.3 (52.3)                         | 15.0 (59.0)                         | 17.5 (63.5)                         | 14.3 (57.7)                         | 17.2 (63.0)                         | 16.8 (62.2)                         | 13.0 (55.4)                         | 10.0 (50.0)                         | 9.5 (49.1)                          | 7.1 (44.8)                          |
| الهطول مم (إنش)                         | 0.9 (0.04)                          | 2.6 (0.10)                          | 3.2 (0.13)                          | 12.3 (0.48)                         | 82.4 (3.24)                         | 217.2 (8.55)                        | 176.1 (6.93)                        | 186.0 (7.32)                        | 190.8 (7.51)                        | 65.6 (2.58)                         | 14.5 (0.57)                         | 2.9 (0.11)                          | 954.5 (37.58)                       |
| متوسط أيام هطول الأمطار (≥ 0.1 mm)      | 0.7                                 | 0.6                                 | 0.6                                 | 1.7                                 | 8.1                                 | 17.8                                | 16.9                                | 16.6                                | 18.1                                | 8.4                                 | 2.5                                 | 1.3                                 | 93.3                                |
| المصدر: Servicio Meteorologico Nacional |                                     |                                     |                                     |                                     |                                     |                                     |                                     |                                     |                                     |                                     |                                     |                                     |                                     |

## أعلام
- بلانكا سوليس
- أليخاندرو دوران تريجو
- غيليرمو أليسون
- أليخاندرا ماير
- كيفن غوتيريز
- روميو أنايا